# Afroazijski jeziki
Afroazijski jeziki so jezikovna družina, ki združujejo približno 240 jezikov s skupno 250 milijoni govorcev v severni Afriki in jugozahodni Aziji. Zajema naslednje poddružine jezikov:
- berberski jeziki
- čadski jeziki
- egiptovski jeziki
- semitski jeziki (edini te skupine, ki ga govorijo v tudi v Aziji)
- kušitski jeziki
- bejski jeziki (predmet razprave; večina avtorjev jih uvršča v kušitsko skupino)
- omotski jeziki

Ongotščino uvrščajo v afroazijsko skupino jezikov, njegova razvrstitev znotraj skupine pa je predmet razprave.
V starejši literaturi se za to skupino jezikov uporablja izraz Hamitsko-semitska skupina, pri čemer so bili vsi jeziki razen semitskih združeni pod skupno oznako »hamitskih jezikov«. Sodobna jezikoslovna spoznanja taki razvrstitvi nasprotujejo: verjetno največje razlike obstajajo med kušitsko in omotsko skupino, kar kaže na to, da ti jeziki izvirajo z območja današnje Etiopije, od koder so se pred tisočletji razširili do današnjega obsega. Pri tem je semitska skupina edina, ki se je razširila tudi na ozemlje Azije. V zgodovini so se govorci semitskih jezikov selili z juga Arabskega polotoka nazaj v Etiopijo; sodobni etiopski jeziki, kot denimo amharščina, zato pripadajo semitski in ne kušitski ali omotski skupini. 
Tudi giz iz družine semitskih jezikov, ki je praktično izumrl, se naj bi razširil na Rog Afrike iz Jemena s preseljevanjem Agazijcev, zgodovinarji pa so na drugi strani mnenja, da se je razvil v državi Aksum na afriški celini. Da je prišel iz Arabskega polotoka, izhaja iz zakonitosti spreminjanja besednih korenov. Giz je bolj podoben sabejščini kot arabščini in naj bi bil naslednik narečja, ki so ga govorili po vsej verjetnosti že v Daamatitski državi. Etiopski semiti imajo le malo besed iz bantu jezikov.
Po eni razlagi naj bi proti jugu Etiopije obstajala stara južno arabska kolonizacija. Njen ostanek bi se kazal tudi v argabščini in 
aderščini na Hararskem.